# Посев (группа)
Посе́в (изначально — Possev Verlag) — первый рок-проект поэта и музыканта Егора Летова, явившийся предшественником группы «Гражданская оборона». Название проект получил в честь диссидентского журнала «Посев», издающегося НТС. В рамках проекта исполнялся гаражный панк, панк-рок, психоделия, а также экспериментальные композиции. За время существования было записано 11 альбомов и два «живых» джема, из которых сохранилась примерно половина.

## История
Проект был создан в конце 1982 года Игорем «Дохлым Егором» Летовым (голос, ударные, бас) и Андреем «Боссом» Бабенко (электрогитара). С 1982 по 1983 было записано пять альбомов, причём два из них — инструментальные, названия утеряны (1982), а так же «Стратегия и тактика», «Пномпень» все эти альбомы утеряны.

В январе 1984 года записывается альбом «Письма в далекий город Омск», а такжепостоянным участником группы становится Евгений «Джон Дабл» Деев (бас) и летом того же года данным составом были записаны альбомы «Всякие картинки» и «Дождь в казарме» записанные в квартире Егора Летова, альбомы были смесью Reggae / New Wave / Punk и Heavy Metal. Песня из последнего была опубликована Натальей Чумаковой 12 января 2022 года. 
- Летом 84 г. вышел 1-й альбом (оригин.) «Посева» — «Всякие картинки» и вслед за ним второй «Дождь в казарме». В этих альбомах Дохлый Егор впервые проявил себя как вокалист. Тексты всех песен написаны были им же. Муз. материал представлял собой смесь Reggae / New Wave / Punk и Heavy Metal. Записи были произведены в домашних условиях. После 2-х первых LP последовали одиночные записи группы, носящие характер jam session. Летом 84 года появилась песня «На наших глазах», получившая впоследствии широчайшую популярность как hit «Гражданской обороны», но не была включена ни в один альбом «Посева», по нелепым причинам. В июне 84 Possev также записал сингл с песнями «Смерть в казарме» и «Ихние места». Впервые в группе был применён метод overdubbing (наложение муз. дорожек). Группа окончательно укрепилась в составе Босс (эл. гитары, задний вокал), John (bass) и Дохлый Егор (вокал, ударные, бас-гитара).
В августе к ним присоединяется Олег Ивановский (акустическая гитара, бас), и записываются альбомы «Музыка любви» и «Сказки старого юнги». 
- Alex принёс в группу большие изменения — если в раннем творчестве «Посева» доминировала импровизационность, то теперь на первое место вышла композиционная отточенность и лаконичность. Также Alex внёс балладные интонации с большой долей психоделии. Группа ещё более свернула в сторону Новой волны и Reggae. В «Музыке любви» впервые появился hit — песня «Я бесполезен», а в «Сказках» супер-хиты «У меня двоится в глазах», «Снаружи всех измерений» — получившие великую популярность в «ГО», и по сути прославившими её. Также в «Сказках» была песня «Возвращение домой», с большим оживлением встреченная друзьями и соратниками группы.
В сентябре, уже без участия Олега Ивановского, но с участием школьного друга Летова Сергея Шашкова (бэк-вокал), записывается альбом Reggae, Punk и Rock’n’Roll, признанный Егором Летовым лучшим альбомом группы, и ставший последним альбомом «оригинального Посева», после которого группа распалась.
- В сентябре 84 г. вышел последний и самый лучший альбом группы «Reggae, Punk и Rock’n’Roll». Группа собралась в своём прежнем составе John, Boss и ДЕ. Композиционность и разнообразие стали основной идеей. В альбом вошли песни «Reggae (ты даёшь мне кайф», «Punk и Rock’n’Roll», «Осенняя песня» (первый сосредоточенный опыт психоделии), «Само собой» (первая проба пера в стиле ska), «Мама, мама…» (superhit как у Посева, так и у ГО) и пр. [В записи участвовал Серёга Домой, как задн. вокалист] По сути муз.содержание альбома объясняет его название. Reggae и Punk становятся доминирующей формой. Но группа дошла до полного творческого истощения — поэтически и духовно она достигла всего, что можно было достичь в том составе, в котором она находилась. Распад был неминуем, и он произошел. Осенью ’84 Дохлый Егор начал искать новых музыкантов, стремящихся играть новую музыку, и он нашел их.
24-26 августа 1985 был записан последний альбом группы «Сделай сам» в составе: Летов, Ивановский, Рябинов. В документе «Краткая история Г. О.» за 1986 год состав группы упоминается как «Alex и Г. О.», хотя при переиздании в 2005 году альбом был отнесён к «Посеву».
МАЛИНОВАЯ СКАЛА, зап. 24.08.1985 г., 12.10.1989 г.
Песня из последнего альбома «Посева» «Сделай Сам», который невероятным, абсурдным образом осуществился во время собственно бытия «Гражданской Обороны». Проект возник сначала просто как jam хороших друзей, которые давно не виделись и не играли вместе.
Олег Ивановский — акустическая гитара, иногда басс; Кузьма — басс, подпевки; я — голос, ударные.

Ивановский играл перебором, на акустической гитаре, что при наложении на панк давало невообразимый, какой-то крайне отстранённый, при этом обострённый, какой-то хищно-трагический созерцательный эффект, не знаю, как это словами описать. При этом были с ходу сочинены и записаны «Я бесполезен», «Дети спят», «Так далеко» и другие. Как-то так получилось, что мы больше не встречались, как и с Андреем Бабенко, уехавшим с семьёй в Винницу. «Посев» закончился. В принципе из «Сделай Сам», особенно из манеры игры Ивановского — монотонной, изящной и основательной, которая была вне зависимости от того, в каком бы стиле ни играли все остальные, вышел весь последующий панк и пост-панк «Гражданской Обороны», особенно 1988-89-е года.
Альбомы «Посева» никогда не распространялись как таковые, поскольку таковыми по сути и не являлись. Однако в марте 1985 года появились бутлеги «История омского панку: том 1» и «История омского панку: том 2», сборники записей «Посева», «Г. О.» и группы «Западъ» 1984—1985 годов. Кроме того, в 1989 году в рамках «Гражданской обороны» был составлен сборник «История: ПОСЕВ 1982-85», включивший перезаписанные композиции «Посева» и оригинальные записи 1984—1985 годов.

В 2022 году Наталья Чумакова собирается выпустить некоторые сохранившиеся записи «Посева»:
Долго решалась, и все же собралась приготовить к выпуску все имеющиеся у меня записи «Посева». Мне еще предстоит понять, что это вообще такое. В общем, вот кусочек альбома «Дождь в казарме»; как и многое из «Посевов», это некая компиляция из разных стихов примерно одного времени, в данном случае — предновогодних, 1983 года.
10 сентября 2023 издательство «Выргород» издало 2 альбома Посева: «Всякие картинки» и «Дождь в казарме»
История издания ранних записей Егора очень длинная, так что начну издалека.
В 2005 году мы с Егором принялись цифровать магнитофонные катушки, которые хранились в архиве «ГрОб-Records». Занимались почти исключительно несведёнными записями, реставрировали, обрабатывали и сводили заново ранние альбомы Егора и «Гражданской Обороны», плюс оригиналы Янки. Это произошло благодаря тому, что издательство «Мистерия звука» предложила издать наш бэк-каталог. Кстати, огромное им за это спасибо — кто знает, собрался бы Егор сделать это сам, без пинка. И вот, мы выудили на свет старенький «Олимп», Егор вооружился ватой и жидкостью для протирки механизмов, я собралась с духом и села за компьютер на долгие недели.
Среди множества катушек было несколько штук, которые Егор решил не цифровать. Это были «Посевы», несколько ранних вариантов сведённых альбомов «Обороны» и примкнувшая к ним «Инструкция по выживанию». Её Егор с проклятиями отверг, так как именно тогда в разгаре был конфликт с Ромычем, и нам даже пришлось выкинуть его песни из классического «Прыг-скока».
И вот наступило время, когда я осталась с этим архивом наедине. Почти все оцифрованное было уже издано (какой кровью — даже описать сложно, несчастные старые пленки тянулись, скрипели, рвались, большинство записей были покрыты завалами, щелчками, заплёвами, некоторые их них невозможно было слушать без слёз). Я не знала, в каком состоянии оставшиеся оригиналы, и бросилась их спасать. И начала именно с «Посевов», ведь весь остальной материал так или иначе уже был известен, а эти записи я тогда даже не слышала.
Катушки, за малым исключением, не были подписаны. Где-то прямо на одной ленте моно перемежалось со стерео. Все записи сделаны поверх какого-нибудь классического рока, отчего и до сих пор находятся у меня в папках «Bob Marley», «Genesis» и прочая. Качество при этом казалось на первый взгляд не таким уж катастрофическим. Смущало лишь то, что Егор при жизни их издавать не собирался — говорил только о возможном сборнике. В раздумьях на эту тему я провела много лет.
Наконец, стало понятно, что пора уже что-то с этим решать. Я и решила — реставрировать все подряд, а там видно будет.
Начала с двух альбомов, которые были подписаны и даже имели нечто вроде трек-листа, причем роспись была явно более позднего свойства и почему-то не включала одной песни. Это были «Всякие картинки» и «Дождь в казарме».
Господи, что за наказание. Никак не думала, что окажется ТАК сложно. На второй, восьмой и бесконечное количество последующих взглядов это оказалось сплошным несчастьем. Егор заразил меня перфекционизмом, и сделать абы как было совершенно невозможно. Ситуация усложнилась тем, что издатели настаивали на выпуске всего и сразу, поэтому два готовых альбома легли на полку. Дальше дело пошло только хуже: я бралась то за одну, то за другую оцифровку, и каждый раз в ужасе бросала. Как правило, уже на середине первого трека становилось понятно, что работать с этим чревато попаданием в клинику нервных расстройств. В тот момент на помощь пришел мой товарищ Сергей Сыров. Он максимально бережно перегнал заново все пленки в высоком разрешении и на лучшей технике. Теперь можно было приступать к делу заново. Но было потеряно много времени. Хорошо ли, плохо ли, но работе пошёл уже третий год.
Глядя на то, какими темпами движется эта история, я стала понимать, что до выхода всего массива целиком кто-то может и не дожить. Удалось общими усилиями уговорить ребят начать выпуск дисков по одному. Какие-то неочевидные препоны возникли с оформлением… Сейчас пишу это, и по-прежнему боюсь сглазить.
Теперь конкретно о первых выпускаемых альбомах.
«Всякие картинки» и «Дождь в казарме» находились на двух сторонах ленты «Тасма», была такая, жуткая, одна из самых дрянных в Союзе. Её отличительное свойство — отвратительный скрип, который появляется при проигрывании после нескольких лет хранения. И это при цене в восемь с лишним рублей! До этого там были записаны Bob Marley и Grateful Dead. В отличие от прочих, пленка не поддалась повторной оцифровке, пришлось использовать первоначальную.
Сведения о записи пришлось собирать по крупицам. Опирались на разные источники, в основном на собственно егоровские описания данных опусов. Для некоторых треков названия пришлось изобретать. Я опиралась на то, что в тетрадях со стихами некоторые из циклов именовались «картинками» (например, «Предновогодние картинки»), да и само название альбома подтолкнуло называть так треки, составленные из нескольких стихов — по аналогии, например, с пронумерованными «Метаморфозами».
Егор явно колебался, как именно должна именоваться группа: встречаются написания «Посев», «Possev» и даже «The Possev» на одной из коробок. Мы решили взять два варианта для оформления. Есть и еще забавный факт: до рождения «Гражданской обороны» и, соответственно, «ГрОб-Records» домашняя студия Егора носила имя «Maidan Records», что бы это ни значило.
Если бы мы тогда оцифровали эти записи вместе, Егор хоть что-то рассказал бы о них, и теперь было бы не так сложно разобраться. Пока что я продолжаю работу в надежде хоть когда-нибудь с ней расквитаться.

Наталья Чумакова, 08.09.2023.
3 декабря вышли в свет альбомы «Reggae, Punk & Rock’n’Roll» и «Смерч. Летние записи»
Два следующих альбома «Посева», который подготовили к выпуску мы с издательством «Выргород», — это REGGAE, PUNK & ROCK’N’ROLL и «СМЕРЧ».
Про первый из этих альбомов Егор писал в выходных данных сборника «История омского панка, часть 1» в марте 1985 года: «Композиции следующего и, пожалуй, самого удачного альбома POSSEV’а — REGGAE, PUNK & ROCK’N’ROLL практически оказались почти полностью законченными и отделанными в коммерческом отношении». Нужно сказать, что на тот момент он считал его последним и лучшим альбомом группы, поскольку «Гражданская Оборона» уже существовала почти полгода, а с «Посевом», как он думал, уже было покончено (что не помешало летом записать еще один, на этот раз действительно последний, альбом «Сделай сам!»).
И правда, в REGGAE, PUNK & ROCK’N’ROLL нет длинных импровизаций, песни вполне оформлены в жанровом отношении. Некоторые треки впоследствии стали известны уже на альбомах «Г.О.» — это в урезанном виде «Осенняя песня» и особенно «Мама, мама».
Что касается «Смерча», он составлен из двух, как выражался Егор, студийных out-take’ов, записанных летом 1984 года. Название ему я дала по тому же принципу — как Егор называл свои альбомы — по самой хитовой из этих шести песен (впоследствии также известной как «Рваные бусы»).
Точные даты записей неизвестны, но можно с уверенностью сказать, что «Смерч» (как и «Смерть в казарме») был сочинен в госпитале, где Егор до 3 июля проходил переосвидетельствование по поводу непригодности к воинской службе — соответственно, сессия состоялась после его выписки. Тем не менее, у катушки был вкладыш, который указывает на то, что часть записей сделаны в июне. Всё это время Егор сильно переживал, что его отправят служить, почему и родился этот мрачный «госпитальный» цикл (и стихи, написанные после получения повестки).
Как и раньше, я в обработке минимально затрагиваю звук, убирая только щелчки и провалы, неизбежные на записях этого времени.

Наталья Чумакова, 30.11.2023.
Позже обнаружилась песня «Само собой», которая была последней в «Reagge, Punk & Rock’n’Roll», но в издание альбома не вошла. В марте 2024 года была выпущена дополнением к изданию альбома.
Недавно случился конфуз, который, к сожалению, не сразу удалось выявить и осознать. Трек «Само собой», который был заключительным на альбоме Посева «Reggae, Punk & Rock’n’Roll», был случайно согнан с плёнки отдельным треком и потерян среди прочих многочисленных оцифровок и переоцифровок. Благодаря бдительности и настойчивости некоторых слушателей он был найден. Но возник вопрос: что же теперь делать, ведь альбом уже издан? Издательство «Выргород» предложило выпустить его отдельным диском и бесплатно выдать нуждающимся либо выслать приложением к будущему заказу.
Я очень благодарна им за это решение и рада представить вам эту песню.

Наталья Чумакова, 09.02.2024
17 июня 2024 года были выпущены последний альбом «Посева» «Сделай Сам» и записанный при участии Валерия Рожкова в мае 1985 года джем-сейшн «Семинар»
Мы продолжаем выпускать «Посевы», пришёл черёд ещё двух относящихся к этому проекту катушек. Первая — с известным и единственным для этого проекта оформлением, то бишь корчащим рожи Олегом Ивановским. Это альбом «Сделай сам», о котором до этих пор мало что было известно доподлинно. Вот цитата из комментариев Егора Летова к альбому «Посев», касающихся этой записи:
"Последний альбом «Посева» «Сделай Сам» (в составе: Ивановский, я и Кузьма) был записан летом 1985-го, уже во время активного существования «Гражданской Обороны». С тех пор группа под названием «Посев» не воскресала ни в каком в виде.
Проект возник сначала просто как jam хороших друзей, которые давно не виделись и не играли вместе.
Олег Ивановский — акустическая гитара, иногда басс; Кузьма — басс, подпевки; я — голос, ударные.
Ивановский играл перебором, на акустической гитаре, что при наложении на панк давало невообразимый, какой-то крайне отстранённый, при этом обострённый, какой-то хищно-трагический созерцательный эффект, не знаю, как это словами описать. При этом были с ходу сочинены и записаны «Я бесполезен», «Дети спят», «Так далеко» и другие. Как-то так получилось, что мы больше не встречались, как и с Андреем Бабенко, уехавшим с семьёй в Винницу. «Посев» закончился. В принципе из «Сделай Сам», особенно из манеры игры Ивановского — монотонной, изящной и основательной, которая была вне зависимости от того, в каком бы стиле ни играли все остальные, вышел весь последующий панк и пост-панк «Гражданской Обороны», особенно 1988-89-е года".
Только недавно среди черновиков обнаружилась роспись этого альбома. Выяснился, например, такой удивительный факт, что первоначально он назывался «Сделайте сами» и был атрибутирован как «ALEX & ГРАЖДАНСКАЯ ОБОРОНА». Я тем не менее считаю, что нужно взять на вооружение последующее решение Егора и отнести его к «Посеву». Список песен и даты тоже взяты с этой росписи.
Теперь что касается второй катушки. Она подписана Егором как «Possev + Flirt», то есть на ней должен присутствовать Валерий Рожков, лидер группы «Флирт», игравший в то время на флейте. Известно, что весной 1985 года он приезжал в Омск и записал джэм с Егором и Кузьмой. Однако флейту слышно лишь на трех треках первой стороны, посему точно сказать, когда и кем (кроме Егора) записано все остальное, пока невозможно. Если кому-то что-нибудь об этом известно, буду рада любым сведениям.
Я, как обычно, старалась минимально вмешиваться в звучание, ограничиваясь реставрацией проблемных участков. Местами, впрочем, пленка была такой степени зажёванности, что невозможно ничего разобрать. Но для записи сорокалетней давности её состояние можно без преувеличения назвать превосходным.

Наталья Чумакова, май 2024 года
13 сентября были выпущены последние 2 сохранившихся альбома Посева: «Музыка любви» и «Сказки старого юнги»
Логичным образом издания «Посева» завершаются последними из сохранившихся альбомами Егора Летова «Музыка любви» и «Сказки старого юнги».
Понять, что это именно они, несложно: записи, судя по сохранившимся сведениям, должны были быть в моно формате, и такие находились лишь на одной катушке со скромной подписью King Crimson. Разделить тоже удалось по упоминаниям названий треков в разных источниках.
Как обычно, дрянная пленка «Тасма»: скрип, скрежет, невозможность цифровать целиком, только потреково, да и то с трудом. Как всегда, моё минимальное вмешательство в звук, так что вы слышите именно то, что тогда и было создано.
Почти нечего больше сказать, кроме того, что я невыразимо благодарна всем, кто помогал мне с работой, и тем, кто поддерживал в этом начинании — кому было важно и нужно услышать вещи, с которых Егор начинал свой путь и из которых родилось всё то, что мы теперь знаем и любим.
«Миг вожделенный настал: окончен мой труд многолетний» (с).

Наталья Чумакова, сентябрь 2024
7 ноября 2024 года Наталья Чумакова опубликовала на Youtube первый трек альбома «Письма в далёкий город Омск», который считался полностью утерянным.

## Дискография
Утерянные альбомы
- 1982 — Два инструментальных альбома (Летов, Бабенко)
- 1983 — Стратегия и тактика (Летов, Бабенко)
- 1983 — Пномпень (Летов, Бабенко)

Изданные альбомы
- 1984 — Всякие картинки (Летов, Бабенко, Деев) (издан 10.09.2023)
- 1984 — Дождь в казарме (Летов, Бабенко, Деев) (издан 10.09.2023)
- 1984 — Музыка любви (Летов, Бабенко, Деев, Ивановский) (издан 13.09.2024)
- 1984 — Сказки старого юнги (Летов, Бабенко, Деев, Ивановский) (издан 13.09.2024)
- 1984 — Reggae, punk & rock’n’roll (Летов, Бабенко, Деев, Шашков) (издан 3.12.2023)
- 1985 — Сделай сам (Летов, Ивановский, Рябинов) (издан 17.06.2024)

Ещё не изданные альбомы
- 1984 — Письма в далекий город Омск (Летов, Бабенко)[15]

Синглы
- 1984 — Смерть в казарме / Ихние места (Летов, Бабенко, Деев) (издан 3.12.2023 в составе «СМЕРЧ. Летние записи»)

Сборники, включающие композиции «Посева»
- Гражданская оборона — История: ПОСЕВ 1982-85 — 1989 (переиздан с бонусами в 2005)
- Гражданская оборона — История Омского панку: том 1 («Посев», «Западъ», «Г.О» сборник 1984-85)
- Гражданская оборона — История Омского панку: том 2 («Посев», «Г.О» демо-сборник 1984-85)
- Посев — СМЕРЧ. Летние записи («Посев», сборник out-take записей, июнь-начало июля 1984)
- Посев — Семинар («Посев», «Г.О», сборник out-take записей, 1984—1985)

Неофициальные сборники и бутлеги включающие композиции «Посева»
- Гражданская оборона — Панк и рок-н-ролл (Не путать с «Reggae, Punk & Rock’n’Roll»), (Сборник 1984—1985, Содержит записи «Г.О» и песни «Посева» и «Запада»)
- Гражданская Оборона — Поносные звучания II (Сборник 1985—1986, содержит записи «Посева» и «Г.О»)